# Somlójenő
Somlójenő (ehemals Jenő) ist eine ungarische Gemeinde im Kreis Devecser im Komitat Veszprém.

## Geografische Lage
Somlójenő liegt sechseinhalb Kilometer nordwestlich der Kreisstadt Devecser an dem Fluss Torna. Nachbargemeinden sind Somlóvásárhely und Tüskevár.

## Geschichte
Im Jahr 1913 gab es in der damaligen Kleingemeinde 138 Häuser und 652 Einwohner auf einer Fläche von 1414 Katastraljochen. Sie gehörte zu dieser Zeit zum Bezirk Devecser im Komitat Veszprém.

## Söhne und Töchter der Gemeinde
- László Irsy (1895–1981), Architekt

## Sehenswürdigkeiten
- Bildsäule aus den 1800er Jahren mit einer Darstellung von Maria mit Jesuskind, erschaffen von István Enyi (Koperniczky)
- Nepomuki-Szent-János-Statue
- Römisch-katholische Kirche Szent István király
- Römisch-katholische Kapelle Szent Ilona, nördlich des Ortes am Weinberg gelegen
- Szent-Flórián-Statue, erschaffen 1898
- Weltkriegsdenkmal (I. és II. világháborús emlékmű), erschaffen von József Zabó

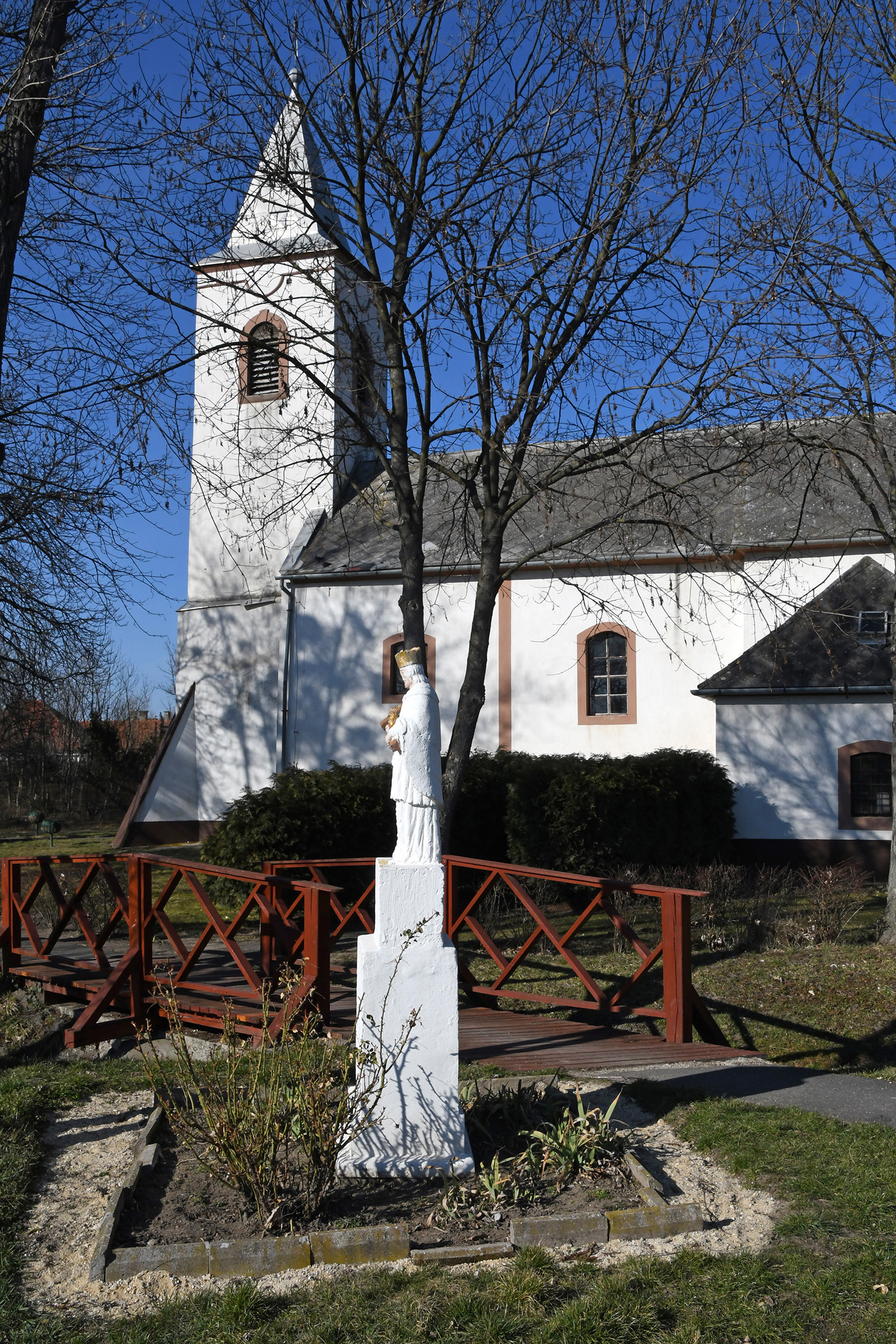
Nepomuki-Szent-János-Statue vor der römisch-katholischen Kirche Szent István király
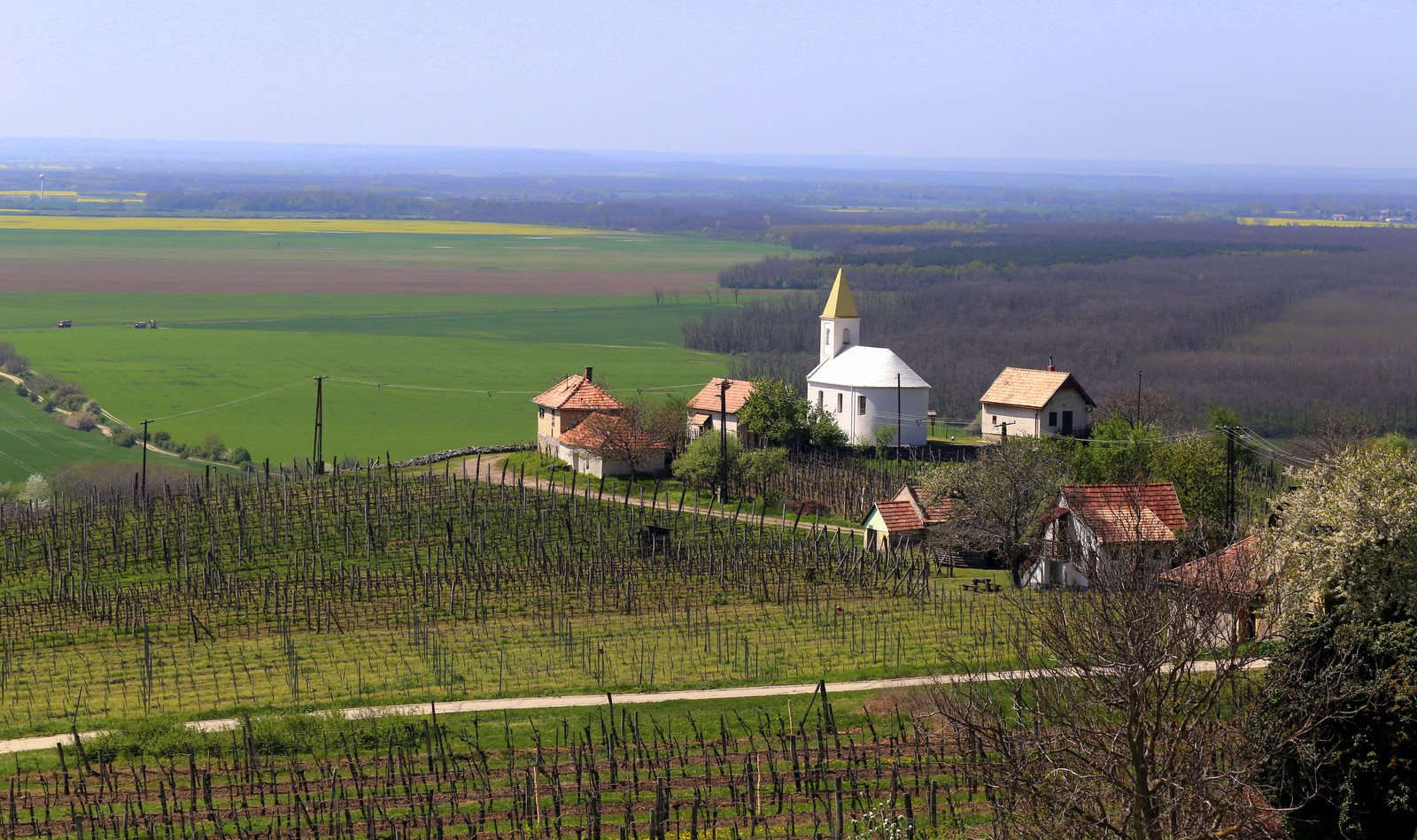
Röm.-kath. Kapelle Szent Ilona
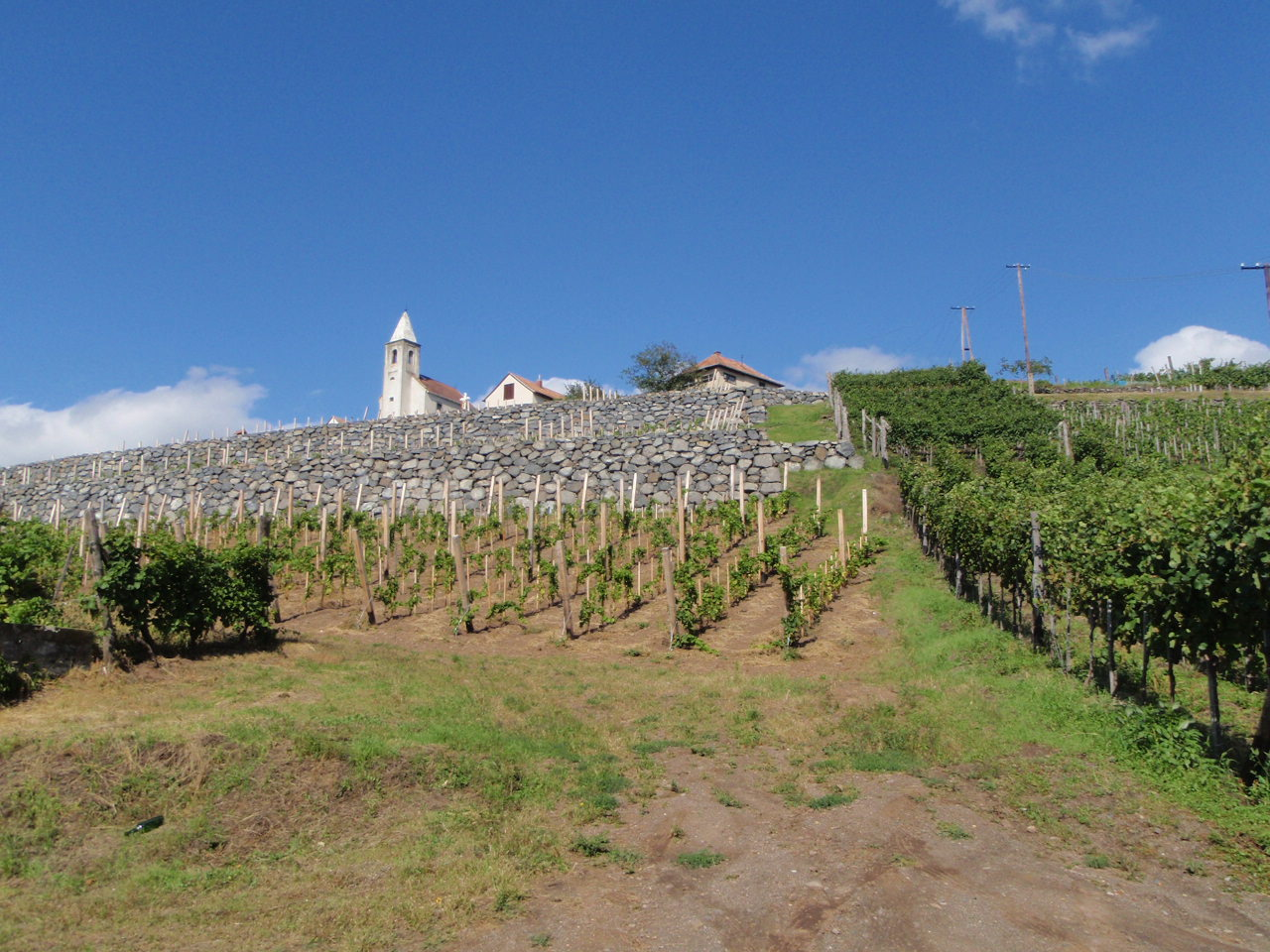
Weinberg vor der Kapelle

## Verkehr
Nördlich der Gemeinde verläuft die Hauptstraße Nr. 8. Es bestehen Busverbindungen über Somlóvásárhely, Devecser und Kolontár nach Ajka. Der nächstgelegene Bahnhof befindet sich ein Kilometer östlich in Somlóvásárhely.